# شمسة بنت محمد بن راشد آل مكتوم
شمسة بنت محمد آل مكتوم ابنة حاكم دبي ورئيس وزراء دولة الإمارات العربية المتحدة الشيخ محمد بن راشد آل مكتوم من زوجته الجزائرية حورية احمد لمعاش، والأخت الشقيقة لكل من لشيخة ميثاء بنت محمد بن راشد آل مكتوم (مواليد 1980)، والشيخة لطيفة بنت محمد بن راشد آل مكتوم (مواليد 1985)، والشيخ ماجد بن محمد بن راشد آل مكتوم (مواليد 1987).
دبرت شمسة بنت محمد بن راشد آل مكتوم محاولة للهرب من عائلتها في يوليو/تموز 2000 أثناء قضائها لإجازتها في المملكة المتحدة، وأقامت مع أصدقائها في لندن لبعض الوقت قبل أن ينجح رجال تابعين لوالدها في اختطافها من أحد شوارع مدينة كامبريدج البريطانية وإعادتها إلى دبي على متن طائرة خاصة.

## محاولة الهرب والاختفاء القسري
في صيف عام 2000، وبينما كانت شمسة تقضي عطلتها بصحبة أفراد عائلتها الكبيرة المقيمة في منزل العائلة في لونج كروس بالقرب من شوبهام في المملكة المتحدة. انتهزت الفرصة للفرار من عائلتها في منتصف شهر يوليو 2000 في محاولة منها للبحث عن مستقبل أفضل لنفسها والخلاص من القيود المفروضة علىها من الأسرة الحاكمة في دبي. أقامت شمسة بعد هروبها مع أصدقاء لها في لندن لبضعة أسابيع قبل أن يتمكن أفراد عائلتها من العثور عليها وإعادتها إلى دبي. ففي أغسطس/آب عام 2000، تعرضت شمسة للاختطاف من أحد شوارع مدينة كامبريدج الإنجليزية أثناء خروجها من أحد المطاعم على أيدي أربعة رجال عرب يحملون أسلحة كما وصفتهم وهم من تولوا إعاتها إلى دبي على متن طائرة خاصة. وفي مارس/أذار عام 2001، تواصلت شمسة مع محام بريطاني، وبدأت شرطة مقاطعة كامبريدجشير التحقيق في الحادث. وفي أثناء التحقيقات، أثبت مقربون من شمسة في المملكة المتحدة قصة هروبها، ونوقشت قضيتها في البرلمان البريطانيّ قبل أن تتوقّف تحقيقات الشرطة البريطانية في الحادث بسبب منع سلطات دبي من الوصول إليها وعدم تعاون موظفي منطقة لونج كروس العقاريين مع رجال الشرطة. ووفقًا لما ذكرته وزارة الخارجية البريطانية، فقد حاول الشيخ محمد بن راشد آل مكتوم التدخل والضغط على الحكومة البريطانية لإيقاف تحقيقات الشرطة البريطانية. منذ لك الوقت لم تظهر الشيخة شمسة آل مكتوم علنًا وحتى الآن حتى بعد مرور قرابة 23 عامًا على اختفائها.

## إعادة فتح التحقيقات في الحادث
عادل وسائل الإعلام البريطانية للحديث عن قصة هروب الشيخة شمسة بنت محمد بن راشد آل مكتوم مرة أخرى بعد محاولة شقيقتها الصغرى لطيفة بنت محمد بن راشد آل مكتوم للهرب من العائلة وتمكن العائلة الحاكمة من العثور عليها وإعادتها إلى دبي مرة أخرى، فقد ظهرت لطيفة في مقطع فيديو لها في مارس/آذار 2018 لتؤكد حادث هروب شقيقتها الكبرى شمسة واختفاءها القسري منذ ذلك الحين. عرضت بانوراما هيئة الإذاعة البريطانية بي بي سي بعد ذلك في 16 فبراير/شباط عام 2021 فيلما وثائقيا تناول قضية لطيفة آل مكتوم، وتطرق كذلك إلى ذكر حادث هرب شمسة.
طالبت العديد من جماعات حقوق الإنسان والنشطاء الحقوقيون حول العالم السلطات الإماراتية بإطلاق سراح الشقيقتين شمسة ولطيفة آل مكتوم مما دفع المقرر الخاص للأمم المتحدة إلى طلب رد رسمي من حكومة الإمارات العربية المتحدة على مزاعم اختفائهما قسريا. ولم يكد يمضي بضعة أشهر حتى اضطرت الأميرة هيا بنت الحسين زوجة محمد بن راشد آل مكتوم إلى مغادرة دبي بدورها بصحبة أطفالها في عام 2019 بسبب شعورها بالتهديد بعد اختفاء الشقيقتان وتعرضها للكثير من التساؤلات الإعلامية عن مصيرهما.
أعادت الشرطة البريطانية في ديسمبر/كانون أول عام 2018 فتح التحقيق في حادث اختفاء شمسة بعد شهادة فاطمة الصابري ابنة عم شمسة التي تعيش في المملكة المتحدة، وكشفها عن مراسلاتهم المتبادلة قبل اختفائها والتي تحدثت فيها شمسة عن رغبتها في التحرر من قيود العائلة. وطالبت فاطمة الصابري السلطات الإماراتية بإطلاق سراح الأختين شمسة ولطيفة آل مكتوب من مكان احتجازهما في دبي وبمحاسبة الشيخ محمد بن راشد آل مكتوم.
وفي ديسمبر/كانون الأول عام 2019، أدانت محكمة الأسرة في المملكة المتحدة الشيخ محمد بن راشد آل مكتوم بتدبير عمليتي اختطاف الشيخة لطيفة والشيخة شمسة وبتعريض الأميرة هيا بنت الحسين لحملة ترهيب وفقًا لنتائج المحاكمات التي نُشرت في مارس/آذار عام 2020.